# Northern Tower
La Northern Tower è un edificio situato a Mosca, localizzato del Moscow International Business Centre. La Northern Tower è stata costruita da Strabag SE, a partire dal 2005 e completata nel 2007.
L'altezza dell'edificio è 108 m, e la superficie totale è di 135.000 m². L'edificio ospita uffici, ristoranti, un centro fitness e un parcheggio.
Tra i maggiori inquilini dell'edificio figurano Raiffeisenbank, Transtelekom, General Motors, Hyundai Motor e Motorola.